# Ethan Katzberg
Ethan Katzberg (né le 5 avril 2002 à Nanaimo) est un athlète canadien, spécialiste du lancer du marteau, champion du monde en 2023 à Budapest, et champion olympique aux jeux de Paris en 2024.

## Biographie

### 2022: Première médaille internationale
En 2022, Ethan Katzberg fait progresser son record de 69,75 m à 76,36 m, tout en s'adjugeant une médaille d'argent lors des Jeux du Commonwealth de Birmingham, derrière l'Anglais Nick Miller.

### 2023: Titre mondial à Budapest
En juillet 2023, à Langley lors des championnats du Canada, il remporte le titre en battant son record personnel avec un jet à 78,73 m.
En aout, il participe pour la première fois, à 21 ans, aux championnats du monde d'athlétisme à Budapest. Dès les qualifications, il fait sensation en lançant à 81,18 m, nouveau record du Canada. En finale, il porte son record à 81,25 m lors de son 5e essai, ce qui lui permet de décrocher le titre mondial, devant le Polonais Wojciech Nowicki et le Hongrois Bence Halász. Il devient le premier Canadien sacré champion du monde dans cette discipline et met fin au règne du Polonais Pawel Fajdek, qui dominait l'épreuve aux Mondiaux depuis 2013. 

### 2024: Champion olympique
Lors du meeting Kip Keino Classic à Nairobi en avril 2024, Katzberg réussit un lancer à 84,38 m, le plus lointain depuis 2008. Il devient ainsi le neuvième performeur de l'histoire de la discipline.
Lors des Jeux olympiques de Paris, il est sacré champion olympique avec un lancer de 84,12 m loin devant l'athlète hongrois Bence Halász qui a réalisé un lancer de 79,97 m. 

## Palmarès
| Date | Compétition           | Lieu       | Résultat | Marque  |
| ---- | --------------------- | ---------- | -------- | ------- |
| 2022 | Jeux du Commonwealth  | Birmingham | 2e       | 76,36 m |
| 2023 | Championnats du monde | Budapest   | 1er      | 81,25 m |
| 2023 | Jeux panaméricains    | Santiago   | 1er      | 80,96 m |
| 2024 | Jeux olympiques       | Paris      | 1er      | 84,12 m |

## Records
| Épreuve           | Marque       | Lieu    | Date          |
| ----------------- | ------------ | ------- | ------------- |
| Lancer du marteau | 84,38 m (NR) | Nairobi | 20 avril 2024 |